# Comtat de Ribagorça
El Comtat de Ribagorça fou un dels comtats catalans que es constituí en el territori de la Gòtia després de la conquesta franca. Comprenia les conques de l'Éssera i l'Isàvena i una bona part de la conca de la Noguera Ribagorçana.

## Orígens del comtat
Dins de la conquesta franca al sud del Pirineu dirigida per Carlemany, Guillem I de Tolosa va dur a terme personalment l'ocupació del Pallars i la Ribagorça, i els incorporà com a pagi al seu comtat, malgrat l'oposició de les elits locals. El 833, Galí I Asnar, comte d'Urgell i Cerdanya, s'apoderà d'aquests pagi, sostraient-los així al domini tolosà; gràcies al sentiment indigenista, Galí I Asnar, tot i haver perdut el comtat d'Urgell i el comtat de Cerdanya, concedits el 834 al bel·lònida Sunifred d'Urgell-Cerdanya per Lluís el Pietós, va aconseguir resistir a Pallars i Ribagorça fins al 844, quan en fou expulsat pel comte Frèdol de Tolosa.

## Dinastia comtal pròpia

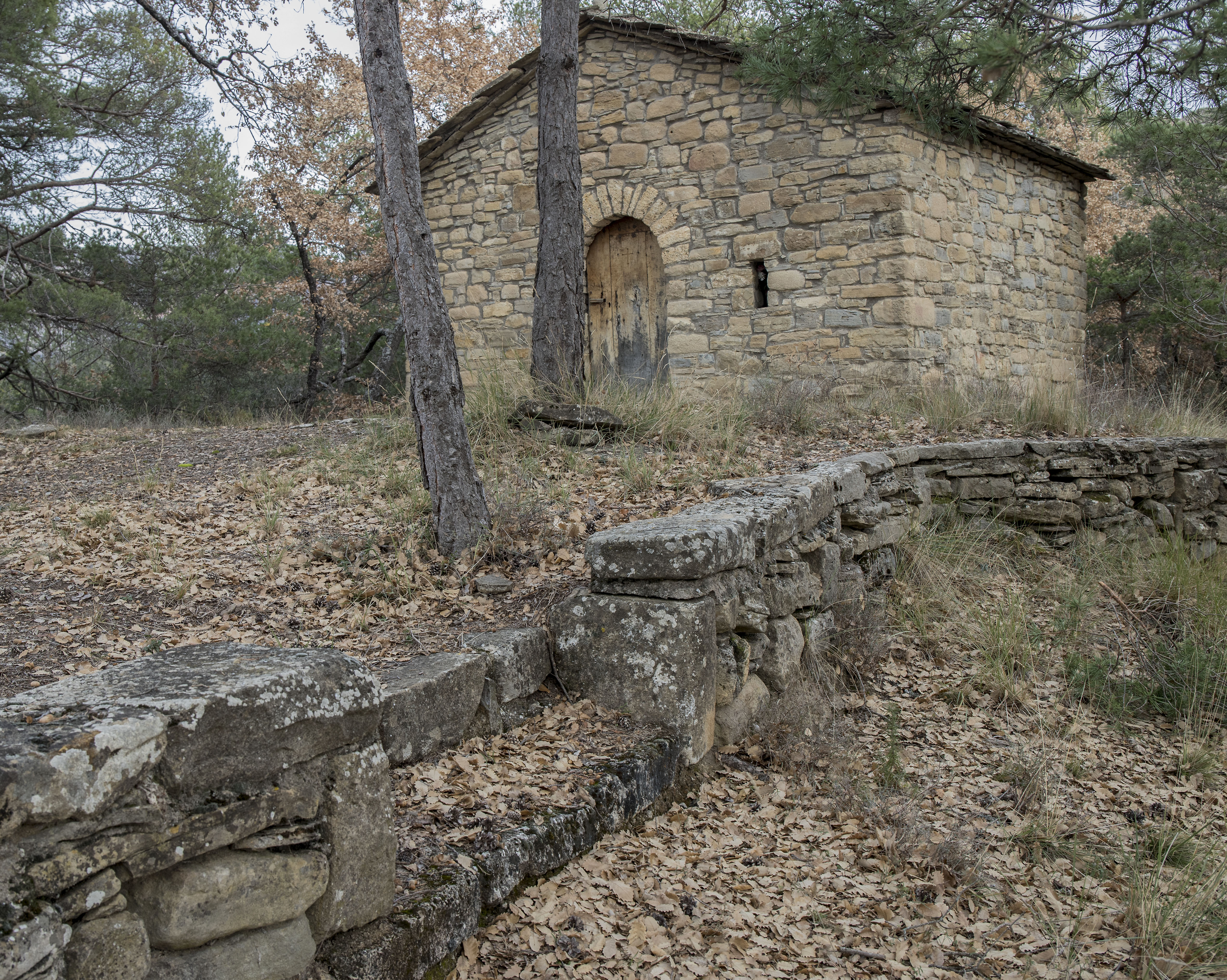
Muhàmmad al-Tawil a la tardor de 908 quan ja era amo de Lleida, a la Ràtzia de 908 destruí i es va apoderar de Roda i Pedrui

El 872 el comtat de Tolosa patí una crisi de poder arran de l'assassinat del comte Bernat el Vedell per fidels de Bernat Plantapilosa. En aquest context d'afebliment del poder comtal tolosà, Ramon II de Pallars-Ribagorça se n'aprofità per apoderar-se del comtat de Ribagorça i del comtat de Pallars i crear-hi una nissaga comtal pròpia. Ramon II de Pallars-Ribagorça (872-920) era fill del comte Llop I de Bigorra i besnet de Llop Centull, esmentat el 818 com a dux dels wascones, poble predominant a les contrades interiors del Pirineu. Per tal de consolidar la seva sobirania, Ramon II va procurar constituir un bisbat propi al Pallars, aconseguit gràcies a les intrigues d'Esclua, i trobar aliats contra els comtes de Tolosa que aspiraven a recuperar el domini sobre els seus territoris sud-pirinencs; per això, el comte de Pallars-Ribagorça va buscar influir en els estats veïns: a regne de Pamplona va intervenir el 905 entronitzant per la força el seu nebot Sanç Garcés I; i a Saraqusta va estrènyer vincles amb els Banu Qassi. Tanmateix, el 904, el membre dels Banu Qasi Llop ibn Muhàmmad, trencant amb l'orientació seguida pel seu pare, va dirigir una ràtzia contra Pallars i Ribagorça; posteriorment, la Ràtzia de 908, dirigida per Muhàmmad al-Tawil d'Osca, s'apoderà a la Ribagorça de Roda d'Isàvena i Pedrui.; per això, el comte va haver d'abandonar la política d'entesa amb els musulmans. A la mort de Ramon II de Pallars-Ribagorça (920), els seus dominis es repartiren entre els seus fills: Bernat I de Ribagorça d'una banda, i Isarn I de Pallars i Llop I de Pallars de l'altra, que cogovernaren el comtat de Pallars.

## La dinastia de Ribagorça
Bernat, casat amb Toda d'Aragó, filla de Galí III d'Aragó, va poder recuperar els territoris ocupats pels àrabs el 907. Ramon III, fill de Bernat i Toda, fou l'únic hereu de la Ribagorça.
A la mort de Ramon III (970), el succeïren els seus fills Unifred (970-979), Arnau (979-990) i Isern (990-1003). Quan va morir aquest darrer, la seva germana Tota, casada amb Sunyer I de Pallars, va regir el comtat. El 1010, havent quedat vídua, Tota associà al govern el seu nebot Guillem, fill il·legítim d'Isern. Guillem, amb l'ajuda del seu cosí, el comte de Castella Garcia II, va resistir els atacs dels musulmans.

## L'annexió de Sanç III de Pamplona
Al morir sense descendència i sense haver deixat cap successor, aquest fet provocà una situació de crisi que els àrabs aprofitaren per atacar el centre i el sud del comtat, amb la qual cosa s'apoderaren de les comarques de Roda i de Santa Llestra. Els nobles del comtat elegiren com a comtessa Múnia I de Castella, per ser besneta de Ramon II de Pallars-Ribagorça. Múnia estava casada amb Sanç III de Pamplona i el 1018 aquest va ocupar la part central de la Ribagorça, situada al nord del castell de Llaguarres, a les conques mitjanes de l'Éssera i de l'Isàvena i en foragità els sarraïns; així la Ribagorça fou annexionada sota el domini del rei del regne de Pamplona, que també era sobirà de l'antic comtat d'Aragó i del comtat de Sobrarbe.

## La partició de Ramon III de Pallars Jussà
Tanmateix però, la part septentrional del comtat, la Vall de Sos, les conques altes de l'Éssera i de l'Isàvena, al nord de la serra de Vallabriga i del Turbó, juntament amb tota la conca de la Noguera Ribagorçana, quedaren en poder del comte Ramon IV de Pallars Jussà, casat amb Major de Castella, també neta de Ramon II de Ribagorça. L'any 1020, Ramon IV de Pallars Jussà va repudiar la seva muller, la qual es refugià a la regió septentrional del comtat de Ribagorça, d'on el comte de Pallars Jussà va intentar expulsar-la per prendre-li el comtat. Finalment, després d'una revolta esdevinguda el 1025, Major de Ribagorça fou desposseïda del comtat, i finalment passà a mans de Sanç III de Pamplona; aleshores, Major es retirà a Castella on acabaria esdevenint abadessa del monestir de Sant Miquel de Pedrós, Ramon IV de Pallars Jussà només va conservar-ne la conca de la Noguera Ribagorçana, mentre que la resta del comtat el posseí Sanç III de Pamplona.

## Sota el domini del rei d'Aragó
A la seva mort (1035), Sanç III de Pamplona va dividir l'herència entre els seus fills: Ferran I de Castella, Garcia V de Pamplona, Gonçal I de Ribagorça i Ramir I d'Aragó; cadascun d'aquests hereus es donà el títol de rei i constituí als seus dominis un regne independent. Gonçal I de Ribagorça va morir el 1043 i aleshores, els seus dominis –comtat de Sobrarbe i comtat de Ribagorça– foren annexionats al domini de Ramir I, que comprenia únicament l'antic comtat d'Aragó, és a dir, la regió pirinenca de Jaca. El fill de Ramir I d'Aragó fou nomenat rei de Pamplona el 1076, esdevenint Sanç I d'Aragó i Pamplona. Arran de la crisi provocada al món musulmà per la mort d'Ahmed I ibn Sulaiman al-Muktadir, l'emir de Saraqusta el 1081, va començar l'expansió navarresa i aragonesa de la vall de l'Ebre. Pere I d'Aragó i Pamplona, fill del rei Sanç I d'Aragó i Pamplona, en vida del seu pare, prengué Estada (1087) i Montsó (1089), i, després, esdevingut rei (1096-1104), s'apoderà d'Osca (1096) i Barbastre (1100). Alfons I d'Aragó i Pamplona (1104-1134), germà i successor de Pere I, va continuar l'expansió amb la presa de Saragossa (1118) i, poc després, de Tudela i Tarassona; a continuació, va intentar apoderar-se de Lleida i Tortosa, que no aconseguí prendre a causa de l'aliança de l'emir de Lleida amb Ramon Berenguer III. Alfons I d'Aragó i Pamplona, durant el regnat del qual s'havien restablert les seus episcopals d'Osca, Tarassona i Saragossa, va morir el 1134 arran del setge de Fraga. Després de la mort sense descendència d'Alfons I d'Aragó i Pamplona els barons aragonesos proclamaren successor el seu germà, el bisbe Ramir Sánchez, mentre que els barons pamplonesos proclamaren Garcia Ramírez. El bisbe Ramir, ja proclamat Ramir II d'Aragó «el Monjo», es casà per tenir un successor, però en lloc de tenir un fill mascle nasqué una nena. El 1137 acordà el matrimoni de la seva filla Peronella d'Aragó amb el comte de Barcelona Ramon Berenguer IV, que va constituir l'origen de la unió dinàstica que donaria lloc a la Corona d'Aragó.

## Els límits territorials: «fins a la clamor d'Almacelles»

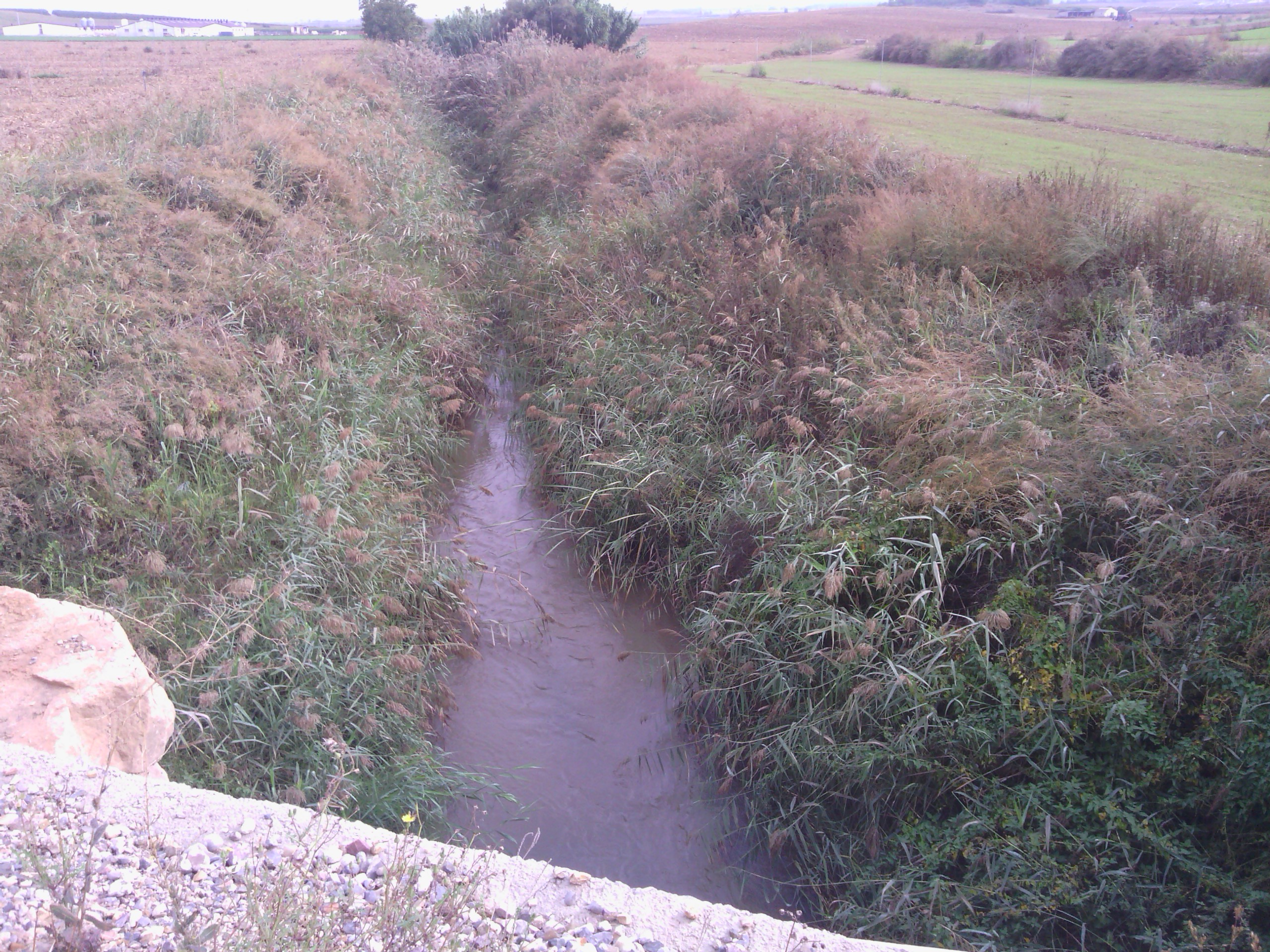
Clamor d'Almacelles a Sucs, en la frontera entre Lleida i Osca.

La unió dinàstica del regne d'Aragó amb el comtat de Barcelona va plantejar el problema de la delimitació d'aquests territoris, que no estava consolidada del tot en temps de Ramon Berenguer IV. El gener de 1244, Jaume I va fixar la frontera entre Aragó i Catalunya al Cinca, des de la vall de Bielsa fins a l'Ebre, incloent el comtat de Ribagorça a Catalunya malgrat les protestes dels aragonesos. Ara bé, el 1300, les Corts d'Aragó reunides a Saragossa per Jaume II votaren un capítol a instàncies dels propis ribagorçans que no volien ser catalans per no haver de pagar l'impost del bovatge, delimitant les fronteres entre el regne d'Aragó i Catalunya, i determinant que el comtat de Ribagorça, Sobrarb, i la comarca de la Llitera fins a la clamor (curs d'aigua canalitzat) d'Almacelles, eren del regne d'Aragó. El rei va ratificar l'article el 12 d'octubre, i la justícia d'aquell acte retornant la Ribagorça a l'Aragó com era en temps d'abans de Jaume I el Conqueridor, li valgué guanyar-se l'apel·latiu de Jaume II «el Just»:
| «                                                    | (llatí) Quod Ripacurcia et Litera, usque clamorem de Almacillis, sint de regno Aragonum. Cum Ripacurcia, Suprarbium et Valles atque Litera, usque clamorem de Almacilles, sint de regno Aragonum et sint, exceptis pheudis, ad forum Aragonum populate et habeant monetam Aragonum et richi homines Aragonum teneant et semper tenuerint dictas terras, usque ad dictum clamorem de Almacillis, pro honore, et omnes dictae terre sint multum dmnificati per vicarios et paciarios Cathalonie, quos dominus rex ibi posuit ab aliquo tempore citra, qui foros, usus seu observancias Aragonum ignorabant, statuit dominus rex, de voluntate et assensu curie, quod de cetero in Ripacurcia non sit vicarius nec paciarius Cathaloniae sed Aragoniae vel Ripacurciae, et de caetero non vocetur vicarius sed supraiunctarius Ripacurcie, Suprarbii et Vallium, qui utatur in omnibus et per omnia, in dictis terris et in Litera, usque ad clamorem de Almacilis, sicut alii supraiunctarii Aragonum utuntur in iudicio et extra iudicium, et omnes officiales utantur in iudicio foris Aragonum, exceptis pheudis, et observent omnes ordinationes factas et quae de cetero fient in curiis Aragonum ut in Aragonia observantur. | (català) Que Ribagorça i Llitera, fins a la clamor d'Almacelles, siguin del regne d'Aragó. Com que Ribagorça, Sobrarb i les Valls, així com Llitera, d’aquí fins a la clamor d'Almacelles, siguin del regne d'Aragó i, excepte quant als feus, siguin poblats a fur d'Aragó i tinguin moneda d'Aragó i els nobles d'Aragó tinguin i sempre hagin tingut les dites terres, fins a la clamor d'Almacelles, com a dominis feudals, i com que [ara] totes les dites terres siguin molt damnificades pels veguers i els paers de Catalunya que el senyor rei hi havia nomenat d’un temps ençà, que no coneixien els furs, costums i observances d’Aragó, el senyor rei establí, de voluntat i consens de la cort [d'Aragó], que d’aquí en endavant a Ribagorça no hi hagi veguer ni paer de Catalunya, sinó d'Aragó o de Ribagorça, i que d’aquí en endavant no sigui anomenat veguer sinó sobrejunter de Ribagorça, Sobrarb i les Valls, que actuï en tot i per tot, en les dites terres i a Llitera, fins a la clamor d'Almacelles, com els altres sobrejunters d'Aragó actuen en els assumptes judicials i en els altres afers, i que tots els oficials [reials] actuïn als judicis segons els furs d'Aragó, excepte quant als feus, i observin totes les ordinacions fetes i les que en el futur es faran en les corts d'Aragó tal com s'observen a Aragó. | » |
| — Jaume el Just, Saragossa, any 1300, 'Furs d'Aragó' | | |   |

Cinc anys després, el 1305, les Corts de Catalunya reunides a Barcelona aprovaren un capítol contrari a la resolució del rei del 1300 invocant les fronteres de Catalunya fixades al Cinca pel seu avi el rei Jaume I; però Jaume II no aprovà inicialment el capítol, sinó que recordà que la Ribagorça havia estat vinculada des dels seus orígens a l'Aragó, i demanà a les corts catalanes que si li presentaven arguments històrics per vincular la Ribagorça a Catalunya, ho acceptaria. Finalment les corts catalanes no tornaren a obrir el tema i així quedaren definitivament fixats els límits territorials del regne d'Aragó i de Catalunya, estenent-se aquesta des de Salses al nord, i fins a la «clamor» de la vila d'Almacelles a l'oest.

## Apanatge sobre el comtat de Ribagorça
El 1322, volent potser pal·liar els resultats de la decisió de 1305, Jaume II va decidir concedir en apanatge el títol de comte de Ribagorça al seu fill l'infant Pere d'Aragó i d'Anjou, que el 1325 també esdevindria comte d'Empúries, per bé que el 1341 el bescanvià pel comtat de Prades; de la seva jurisdicció a Ribagorça n'estaven excloses però la baronia de Castre, la baronia de Montclús, La Fova de Terrantona, la vall de Gistau i la de Bielsa i la vila de Montsó; el comte de Ribagorça seria vassall del rei segons les normes establertes als Usatges de Barcelona i als Costums de Catalunya, però hauria d'assistir a les Corts d'Aragó. Els descendents de l'infant Pere, Alfons IV de Ribagorça i Alfons V de Ribagorça foren també ducs de Gandia; com que Alfons V de Ribagorça va morir sense hereus, el comtat passà al rei Alfons el Magnànim, que el concedí al seu germà Joan, el qual, en esdevenir rei –Joan el Gran (1458-1479)–, el concedí al seu fill Ferran el Catòlic, fins que, el 1469, l'atorgà al seu fill legitimat Alfons d'Aragó, duc de Vilafermosa –Alfons VI de Ribagorça (1469-1485).

## Llinatge dels Bardaixí
El llinatge dels Bardaixí de les valls de Bardaixí i de Benasc, s'incorporaren a la política i a l'administració de Ribagorça i d'Aragó des de mitjan segle xiv. Els membres familiars més destacats són:
- Berenguer de Bardaixí i López de Sesé.[8] Es casà amb Isabel de Ram, germana de Domènec Ram i Lanaja, bisbe d'Osca, amb qui tingué quatre fills:
  - Joan de Bardaixí[9]
  - Berenguer de Bardaixí i Ram
  - Jordi de Bardaixí i Ram, bisbe de Tarassona
  - Maria de Bardaixí, mare del futur president de la Generalitat Pero Ximénez de Urrea i de Bardaixí.

- Pere de Bardaixí i d'Ascon, procurador general del comtat de Ribagorça.[10]

## Llinatge dels Benavent
El Llinatge dels Benavent és un dels llinatges més forts de la Ribagorça dels segles xi i xii, després d'Arnau Mir de Tost i de Sanç I d'Aragó i Pamplona. Eren senyors de la Vall de Lierp i Vilacarle, així com propietaris del Senyoriu de Rin de la Carrasca. El llinatge va créixer en propietats després de les conquestes als musulmans el segle xi.

## El Consell General de Ribagorça i el bisbat de Barbastre
Els ribagorçans no eren pas vassalls del comte, sinó feudataris. A Alfons VI de Ribagorça el succeí Joan II de Ribagorça (1457-1528), després Alfons VII de Ribagorça (1487-1550), al que seguí Martí I de Ribagorça (1525-1581). Per la seva banda, el comtat es governava pel Consell General de Ribagorça, format per procuradors de tots els llocs i les viles, que es reunia el dia de Sant Vicenç màrtir (22 de gener) a Benavarri; en questions patrimonials, es regien pels Furs d'Aragó o pels costums locals tradicionals –dret consuetudinari, molt semblant als del comtat de Pallars, i els notaris, que usaven com a llengua vulgar el català ribagorçà fins i tot a la zona avui dia de parla castellana, invocaven sempre el dret civil aragonès en les escriptures públiques. Eclesiàsticament, fins al 1571 tot el comtat de Ribagorça depenia del bisbat de Lleida o de les jurisdiccions exemptes del Monestir de Sant Victorià d'Assan, de Lavaix i de Santa Maria d'Alaó; ara bé, el 1571, tota la vall d'Éssera, una bona part de la d'Isàvena i les terres del Cinca al nord de Montsó, passaren a integrar-se al bisbat de Barbastre.

## La guerres ribagorçanes i les Alteracions d'Aragó
Durant el govern del comte Martí I de Ribagorça es produïren contínuament revoltes al comtat perquè molts ribagorçans volien passar a domini reial; el 1554, els lletrats de la cort de Felip II de Castella declararen l'extinció del feu, però el tribunal del Justícia d'Aragó defensà els drets del comte. Arran de la revolta de Benavarri de 1578, encapçalada per Joan d'Àger i ajudada secretament per la cort reial, Martí I renuncià a favor del seu fill Ferran II de Ribagorça, el qual derrotà una nova revolta a Benavarri el 1587, però els ribagorçans continuaren la revolta amb l'ajuda de bandolers catalans i amb el suport de Diego Fernández de Cabrera y Mendoza, comte de Chinchón, tresorer general del Consell d'Aragó i enemic dels Vilafermosa. Aquestes revoltes, que donaren lloc a una guerra civil al comtat entre partidaris del comte i partidaris del rei, coincidiren amb les Alteracions d'Aragó; aleshores, el 1591, Felip II de Castella, per tal de restablir l'ordre, obligà el comte Ferran II de Ribagorça a renunciar-hi a canvi d'una compensació econòmica, i el comtat revertí a la Corona espanyola.

## La Ribagorça sota jurisdicció reial
El 1633, Felip IV de Castella concedí a Graus un segon justícia de Ribagorça, amb jurisdicció separada de Benavarri. Durant la Guerra dels Segadors, el 1642, tota la Ribagorça lluità amb les forces aragoneses fins que les tropes de Felip IV de Castella arribaren a Fraga i van ocupar després la Ribagorça, la Llitera i Lleida. En esclatar la Guerra de Successió Espanyola el 1705, el comtat de Ribagorça es pronuncià a favor de Carles III, mentre que la resta d'Aragó encara estava en poder de Felip V de Castella. Amb el Decret de Nova Planta, el comtat de Ribagorça esdevingué un corregiment d'Aragó, que esdevingué partit judicial de Benavarri el 1834 en establir-se la nova província d'Osca.

## Llista de comtes de Ribagorça

### Dinastia de Ribagorça
- (872-920): Ramon II de Pallars i Ribagorça
- (920-950/955): Bernat I de Ribagorça, fill de l'anterior
- (950/955-970): Ramon III de Ribagorça, fill de l'anterior
- (970-979): Unifred de Ribagorça, fill de l'anterior
- (979-990): Arnau de Ribagorça, germà de l'anterior
- (990-1003): Isern de Ribagorça, germà de l'anterior
- (1003-1011): Tota de Ribagorça, germana de l'anterior
- (1011-1017): Guillem de Ribagorça, nebot de l'anterior i fill d'Isern

Va morir sense descendents. Ramon de Pallars Jussà va ocupar una petita part del comtat i Mundir de Saragossa la resta.

### Separació del comtat
| - (1017-1018): Mundir I, valí de Saragossa Conquesta cristiana - (1018-1035): Sanç III de Navarra, rei de Navarra - (1035-1043): Gonçal I de Ribagorça, fill de l'anterior - (1043-1063): Ramir I d'Aragó rei d'Aragó, germanastre de l'anterior i fill del rei Sanç - (1063-1085): Sanç I d'Aragó i Pamplona rei d'Aragó, fill de l'anterior - (1085-1104): Pere I d'Aragó rei d'Aragó, fill de l'anterior - (1104-1134): Alfons I d'Aragó rei d'Aragó, germà de l'anterior - (1134-1137): Ramir II d'Aragó rei d'Aragó, germà de l'anterior - (1137-1162): Peronella d'Aragó reina d'Aragó, filla de l'anterior (el seu marit Ramon Berenguer IV n'exercí la potestas) - (1162-1192): Alfons el Cast rei d'Aragó, fill de l'anterior | Una petita part del comtat se l'apropià el comte de Pallars Jussà - (1017-1020): Ramon IV de Pallars Jussà, besnet de Ramon II i comte de Pallars Jussà - (1020-1025): Major de Castella, esposa de l'anterior i neta de Ramon II de Ribagorça. Filla de Ava de Ribagorça i Garcia I de Castella - (1025-1047): Ramon IV, segona vegada - (1047-1098): Ramon V, fill de l'anterior - (1098-1111): Arnau Ramon I, fill de l'anterior - (1098-1113): Pere Ramon I, germà de l'anterior - (1113-1124): Bernat Ramon I, germà de l'anterior - (1124-1174): Arnau Mir I, nebot de l'anterior i fill d'Arnau Ramon I - (1174-1178): Ramon VI, fill de l'anterior - (1178-1182): Valença, filla de l'anterior - (1182-1192): Dolça de So, cosina d'Arnau Mir En morir sense fills, va passar els seus títols al rei d'Aragó |

### Reis d'Aragó
En la persona del rei Alfons es va reunificar el Comtat
- (1192-1196): Alfons el Cast
- (1196-1213): Pere el Catòlic, fill de l'anterior
- (1213-1276): Jaume el Conqueridor, fill de l'anterior
- (1276-1285): Pere el Gran, fill de l'anterior
- (1285-1291): Alfons el Franc, fill de l'anterior
- (1291-1322): Jaume el Just, germà de l'anterior

El rei Jaume concedí el comtat al seu fill l'infant Pere

### Segona Dinastia de Ribagorça
- (1322-1381): Pere IV de Ribagorça, fill de l'anterior
- (1381-1412): Alfons IV de Ribagorça, fill de l'anterior
- (1412-1425): Alfons V de Ribagorça, fill de l'anterior

En morir sense descendència, el comtat revertí a la Corona

### Reis d'Aragó
- (1425-1458): Joan el Gran, amb el títol de Joan I de Ribagorça
- (1458-1469): Ferran el Catòlic, fill de l'anterior

El rei Ferran concedí el comtat al seu fill il·legítim Alfons

### Dinastia Aragó ducs de Vilafermosa
- (1469-1485): Alfons VI de Ribagorça, fill de l'anterior
- (1485-1512): Joan II de Ribagorça, fill de l'anterior
- (1512-1533): Alfons VII de Ribagorça, fill de l'anterior
- (1533-1565): Martí I de Ribagorça, fill de l'anterior
- (1565-1573): Joan Alfons I de Ribagorça, fill de l'anterior
- (1573-1581): Martí I de Ribagorça, 2n cop
- (1581-1592): Ferran II de Ribagorça, fill de l'anterior
- (1592-1598): Francesc I de Ribagorça, germà de l'anterior

El Comtat és venut al rei Felip I d'Aragó